# Дробышево
Дро́бышево (укр. Дро́бишеве) — посёлок в Краматорском районе Донецкой области Украины, входит в Лиманскую городскую общину.
В двух километрах юго-западнее окраины Дробышева находится ландшафтный заказник местного значения Подпесочное.

## История
На окраинах Дробышево выявлены остатки трех поселений: два — эпохи неолита и одно — эпохи бронзы.
Слобода Дробышево основана в конце XVII века.
27 октября 1938 года Дробышево получило статус посёлка городского типа.
В годы Великой Отечественной войны за связь с партизанами гитлеровцы расстреляли 17 патриотов. На фронтах Великой Отечественной войны сражались с врагом 996 жителей. 446 из них погибли, 489 — награждены орденами и медалями. В поселке находится братская могила участников гражданской войны, на которой установлен памятник. Сооружен обелиск в честь односельчан, павших в годы Великой Отечественной войны, где высечены 446 имен. На четырёх братских могилах воинов, погибших при освобождении села, также установлены памятники и обелиски.
По состоянию на начало 1970 года в посёлке находилась центральная усадьба колхоза им. Калинина (за которым были закреплены 3348 га сельскохозяйственных угодий, в том числе 2706 га пахотных земель, хозяйство специализировалось на выращивании зерновых, разведении садов и животноводстве), а также отделение № 1 и центральная усадьба совхоза «Коммунист», за которым были закреплены 3739 га сельскохозяйственных угодий, в том числе 2898 га пахотных земель. Совхоз специализировался на выращивании овощей и разведении молочного скота.
Также здесь действовали совхозный овоще-фруктовый перерабатывающий пункт, районное объединение «Сельхозтехника» и Дробышевское лесничество, располагавшее более чем 7 тыс. га леса, в основном хвойного, средняя школа, где обучались 558 учащихся и работали 37 учителей, Дворец культуры им. Ленина на 500 мест, три библиотеки с книжным фондом 20,8 тыс. экземпляров, участковая больница на 50 коек и медицинский пункт (в которых 90 медработников, в том числе 11 врачей); аптека, детский комбинат на 65 мест, 15 магазинов, три столовые, дом быта.
Пять партийных организаций объединяли 206 коммунистов, четыре комсомольские организации — 332 члена ВЛКСМ.
В июле 1995 года Кабинет министров Украины утвердил решение о приватизации находившегося здесь завода.
В период российско-украинской войны с мая по сентябрь 2022 посёлок находился под контролем ВС РФ. 30 сентября 2022, в ходе битвы за Лиман, ВСУ освободили Дробышево.

## Население
В январе 1989 года численность населения составляла 4211 человек.
По состоянию на 1 января 2013 года численность населения составляла 3002 человека.

## Транспорт
Железнодорожная станция Форпостная на линии Харьков — Святогорск — Лиман.